# The Nerdvana Annihilation
The Nerdvana Annihilation es el decimocuarto episodio de la serie The Big Bang Theory] estrenado el 28 de marzo de 2008, escrito por Stephen Engel y Steven Molaro y dirigido por Mark Cendrowski.

## Referencia al Título
La aniquilación del paraíso frikinal hace referencia a cuando Howard le dice a Leonard que no puede deshacerse de lo que ha creado: un paraíso frikinal, por la colección de elementos «frikis» que Leonard y Sheldon tienen en su habitación.

## Sinopsis
Leonard está navegando por internet y avisa a sus amigos (Sheldon, Howard y Raj) que hay una subasta de una máquina del tiempo en miniatura por la que él ha pujado 800 dólares, creyendo que mucha gente iba a pujar y que, incluso le superarían en la apuesta. Entonces se percata de que es el único pujador y que va a tener que pagar por ella. Howard le tranquiliza diciéndole que seguro que alguien pujará en el último minuto para conseguirla, pero esto no sucede. Como Leonard no tiene tanto dinero, cada uno coopera con 200 dólares y deciden compartirla.
Cuando se la entregan ven que la máquina del tiempo no es en minuatura si no a tamaño real de la máquina del tiempo de la película, así que la suben a mano por las escaleras ya que el ascensor no funciona. Al subirla, Penny necesita las escaleras para llegar trabajar, pero no puede por la máquina del tiempo, Sheldon le aconseja a Penny saltar al edificio de a lado y bajar por las escaleras, Penny se va a intentarlo y los chicos logran subir la máquina del tiempo a la habitación de Leonard y Sheldon.
Al llegar se ponen a jugar con la máquina del tiempo, cada uno su turno. Después de un buen rato llega Penny molesta porque no le sirvió el consejo que le dieron ya que la distancia del edificio al otro era mayor de lo que la dijeron y llegó tarde a su trabajo, Penny enfadada, critica la máquina del tiempo y a los chicos diciéndoles que ya son adultos y maduren.
Esa noche, Leonard desea ir al pasado para evitar comprar la máquina del tiempo y que Penny llegue a tiempo a su trabajo, Sheldon le dice que no puede hacerlo ya que creara una paradoja, porque si no la compra no podrá ir al pasado y evitar comprarla (haciendo referencia a Regreso al futuro).
Al siguiente día por la mañana, Leonard está deshaciéndose de sus juguetes, sus amigos tratan de impedirlo, pero el los amenaza con abrir una colección de Star Wars si no se quitan de su camino. Penny al ver lo que Leonard estaba haciendo le pide disculpas ya que estaba furiosa cuando le dijo eso. Leonard acepta sus disculpas y cuando está a punto de pedirle salir, aparece un chico por las escaleras con quien se va a su piso. Entonces Leonard decide quedarse con su colección y se va con los otros chicos a jugar la máquina del tiempo.
Al final, cuando Sheldon utiliza la máquina del tiempo, viaja al futuro y salen Morlocks a comérselo, pero estaba soñando y pide a Leonard que se la lleven, Leonard le dice que contrató a alguien para llevársela y salen Morlocks, pero también fue un sueño de Sheldon, en la realidad el episodio termina con Sheldon gritando ¡LEONARD!; lo cual plantea la incógnita de si realmente sucedió todo lo anterior, o si todo el capítulo no fue más que un sueño de Sheldon.